# Belle Plaine (Wisconsin)
Belle Plaine è un comune degli Stati Uniti, situato in Wisconsin, nella Contea di Shawano.